# Хаддлстон, Джордж
Джордж Хаддлстон (англ. George Huddleston; 11 ноября 1869, округ Уилсон, Теннесси — 29 февраля 1960, Бирмингем, Алабама) — американский юрист и политик; выпускник юридической школы в Камберлендском университете, работал адвокатом в Бирмингеме; член либерального крыла Демократической партии; конгрессмен от 9-й округа Алабамы с 1915 по 1937 год — выступал по сельскохозяйственным вопросам и проблеме безработицы.

## Работы
- Random verses (1952)